# 賀美村 (茨城県)
賀美村（かみむら）は茨城県久慈郡にかつて存在した村である。

## 地理
- 現在の常陸太田市の北部、旧里美村の南部に位置する。
- 村域は阿武隈高地の一部に位置し、山がちな地形になっている。
- 村は久慈川の支流里川の上流域に位置する。

## 歴史

### 村域の変遷
- 1889年（明治22年）4月1日 - 町村制施行により、上深荻村・小菅村・大菅村・折橋村が合併し久慈郡賀美村が発足。
- 1956年（昭和31年）9月1日 - 賀美村は小里村と合併し里美村が発足。賀美村は消滅。

変遷表
| 1868年 以前 | 1868年 以前 | 明治22年 4月1日 | 昭和30年 2月15日 | 平成16年 12月1日  | 現在       |
| ----------- | ----------- | --------------- | ---------------- | ----------------- | ---------- |
|             | 上深荻村    | 賀美村          | 里美村           | 常陸太田市 に編入 | 常陸太田市 |
|             | 大菅村      | 賀美村          | 里美村           | 常陸太田市 に編入 | 常陸太田市 |
|             | 小菅村      | 賀美村          | 里美村           | 常陸太田市 に編入 | 常陸太田市 |
|             | 折橋村      | 賀美村          | 里美村           | 常陸太田市 に編入 | 常陸太田市 |

## 人口・世帯

### 人口
総数 [単位： 人]
| 1891年（明治22年） | 1,892 |
| 1920年（大正 9年） | 2,869 |
| 1935年（昭和10年） | 2,942 |
| 1950年（昭和25年） | 3,457 |

### 世帯
総数 [単位： 世帯]
| 1920年（大正 9年） | 659 |
| 1935年（昭和10年） | 648 |
| 1950年（昭和25年） | 661 |